# Jan Vanderstraeten
Jan Vanderstraeten (1991) is een Belgisch politicus voor de CD&V en de jongste burgemeester van Lebbeke (2021) sinds het ontstaan van de gemeente. Hij werkt daarnaast als adviseur van vice-eerste minister en minister van Financiën Vincent Van Peteghem (CD&V).

## Opleiding
Vanderstraeten liep school in Lebbeke, Opwijk, en Dendermonde. Hij studeerde af als Master in de Rechten aan de UGent (2014). Vervolgens specialiseerde hij zich in fiscaliteit aan de Universiteit van Antwerpen. Hij volgde de hogere studies Veiligheid en Defensie aan de Koninklijke Militaire School.

## Professioneel
Hij startte zijn carrière als advocaat aan de balie van Brussel (2014). Nadien werkte hij als adviseur van achtereenvolgens Kris Peeters, Koen Geens, en Sammy Mahdi. Voor de federale verkiezingen van 2024 staat hij op de derde plaats voor CD&V.

## Privé
Vanderstraeten groeide op in Heizijde, Lebbeke. Daar was hij actief in de lokale KSA-afdeling (Flambouw), en werd later voorzitter van de lokale Jeugdraad. Tijdens zijn studies werd hij verkozen tot praeses van het Vlaams Rechtsgenootschap Gent.